# Landschaftsschutzgebiet Popenser Gehölz und Umgebung
Das Landschaftsschutzgebiet Popenser Gehölz und Umgebung ist ein Landschaftsschutzgebiet im Landkreis Aurich des Bundeslandes Niedersachsen. Es trägt die Nummer LSG AUR 00009.

## Beschreibung des Gebiets
Das 1966 ausgewiesene Landschaftsschutzgebiet umfasst eine Fläche von 0,16 Quadratkilometern und liegt innerhalb des Siedlungsgebietes von Popens, einem Stadtteil von Aurich. Es besteht zum großen Teil aus Mischwaldflächen mit Grünlandanteilen (Weide) in den Übergangsbereichen.
Das Gebiet hat nach Erkenntnissen des Landkreises Aurich eine Naherholungsfunktion, ist „gliederndes und landschaftsprägendes naturnahes Strukturelement innerhalb überwiegend ländlicher Siedlungsform sowie Rückzugs- und Regenerationsraum entsprechender Arten und Lebensgemeinschaften“.